# Lirowate
Lirowate (Callionymidae) – rodzina głównie morskich ryb okoniokształtnych. Niektóre gatunki występują w wodach słonawych.

## Zasięg występowania
Głównie Ocean Indyjski oraz zachodnia część Oceanu Spokojnego. Lira występuje u brzegów Europy.

## Cechy charakterystyczne
- ciało silnie wydłużone, nagie (bez łusek), zwykle atrakcyjnie ubarwione
- duża, spłaszczona głowa z małym otworem skrzelowym na wierzchniej stronie
- mocny cierń przy pokrywie skrzelowej
- wyraźna linia boczna
- wyraźny dymorfizm płciowy
- aktywne głównie nocą

## Klasyfikacja
Rodzaje zaliczane do tej rodziny:
Anaora — Bathycallionymus — Callionymus — Calliurichthys — Chalinops — Dactylopus — Diplogrammus — Draculo — Eleutherochir — Eocallionymus — Minysynchiropus — Neosynchiropus — Paracallionymus — Protogrammus — Pseudocalliurichthys — Repomucenus — Spinicapitichthys — Synchiropus — Tonlesapia

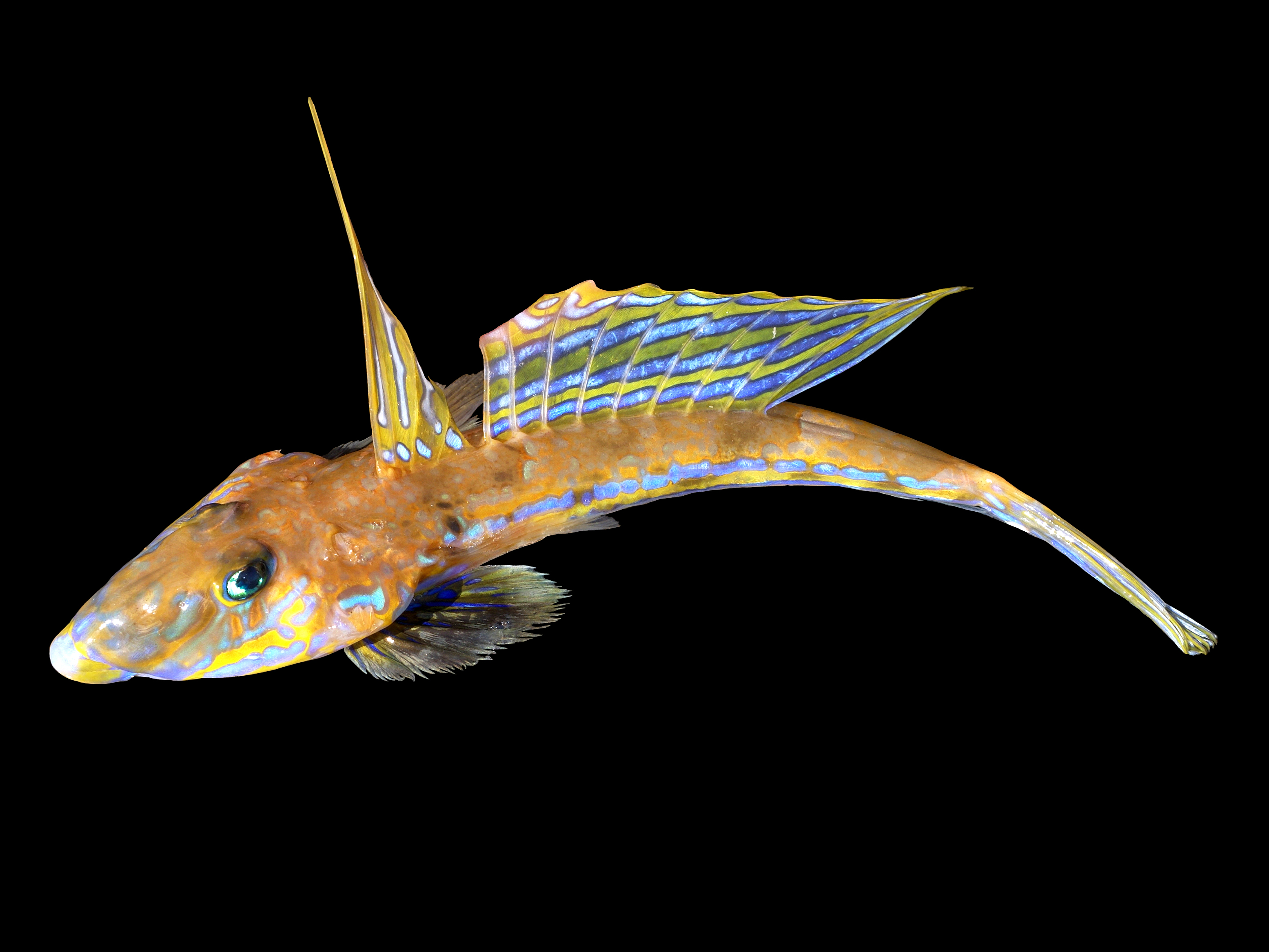
Lira (Callionymus lyra)